# 알라딘과 도적의 왕
《알라딘과 도적의 왕》(영어: Aladdin and the King of Thieves)는 월트 디즈니 회사에서 1992년 《알라딘》의 후속편으로 1996년 8월 13일 출시한 미국의 비디오 영화이다.

## 출연

### 주연
- 발 베틴
- 짐 커밍스
- 길버트 갓프리드
- 린다 라킨
- 제리 오바치
- 존 라이스 데이비스
- 스콧 와인거
- 프랭크 웰커
- 로빈 윌리엄스
- 제프 베넷
- 코리 버튼
- 제스 하넬
- 클라이드 쿠사추
- 롭 폴슨
- CCH 파운더

## 기타
- 협력프로듀서: 지닌 루셀

## 음악
- There's a Party Here in Agrabah
- Out of Thin Air
- Welcome To The Forty Thieves
- Father and Son
- Are You In or Out?
- Arabian Nights Reprise